# 더블 드래곤 (영화)
《더블 드래곤》(Double Dragon)은 1994년 미국의 무술 액션 영화로, 비디오 게임 더블 드래곤 시리즈의 영화화 작품이다. 제임스 유키치 감독이 연출했고, 로버트 패트릭, 마크 다카스코스, 스콧 울프가 출연했다.

## 줄거리
1994년 제작된 영화 '더블 드래곤'은 비디오 게임을 원작으로 하며, 2007년 지진으로 폐허가 된 로스앤젤레스를 배경으로 한다. 범죄 조직 보스 코가 슈코는 강력한 힘을 가진 '더블 드래곤' 메달의 두 조각을 찾고 있다. 한편, 무술 형제 빌리와 지미는 양어머니 사토리가 가진 메달 조각을 보호해야 하는 상황에 놓인다. 
슈코는 메달 조각을 빼앗기 위해 형제들을 공격하고, 이 과정에서 사토리는 목숨을 잃는다. 형제들은 경찰청장의 딸이자 자경단인 파워 콥스의 리더 마리안의 도움을 받아 슈코에 맞서 싸우기로 결심한다. 메달의 힘을 사용하려 하지만 쉽지 않고, 슈코는 형제를 위협하며 메달을 빼앗으려 한다.
결국 슈코는 두 개의 메달을 합쳐 강력한 그림자 전사로 변신하지만, 빛에 약하다는 사실이 밝혀진다. 빌리와 지미는 그림자 전사를 물리치고 메달을 되찾아 능력을 얻게 되며, 슈코를 제압하고 체포되게 한다. 이를 통해 경찰은 다시 힘을 얻고 도시를 정화하며, 형제는 더블 드래곤 메달을 안전하게 지킬 수 있게 된다.

## 출연
- 스콧 울프 - 빌리 리
- 마크 다카스코스 - 지미 리
- 얼리사 밀라노 - 메리언 딜라리오
- 로버트 패트릭 - 빅터 가이스먼 / 코가 슈코
- 줄리아 닉슨 - 사토리 이마다
- 리언 러섬 - 딜라리오 서장
- 크리스티나 와그너 - 린다 래시
- 닐스 앨런 스튜어트 - 보 아보보
- 헨리 킹지 - 보 아보보 변형
- 조지 해밀턴 - 남자 앵커
- 바나 화이트 - 여자 앵커
- 앤디 딕 - 기상캐스터
- 코리 밀라노 - 마크 딜라리오

## 기타
- 미술: 메인 버크
- 의상: 피오나 스펜스

## 같이 보기
- 비디오 게임을 원작으로 한 영화 목록